# 新垣諭
新垣 諭（しんがき さとし、1964年2月21日 - ）は、日本の元プロボクサー。沖縄県糸満市出身。元IBF世界バンタム級王者（当時はJBC非公認団体）。奈良池田ジム所属。

## 来歴

### アマチュア時代
沖縄県立沖縄水産高等学校に入学後、1981年のインターハイのライトフライ級決勝戦で、青森商業の玉熊幸人（後のレパード玉熊）に判定勝ちを収め優勝。高校卒業後に船員になる予定をキャンセルし、1982年にプロへ転向。その際、奈良池田ジムが1,000万円で契約したことが話題になった。

### IBF世界バンタム級王座獲得
渡嘉敷勝男とルペ・マデラがWBAの世界王者だった当時、新垣は同級王座に挑戦する機会を待っていた。しかし、渡嘉敷とマデラは微妙な判定の試合を繰り返し、結果4度の対戦をすることとなり、挑戦の機会が与えられなかった。前世界王者の渡嘉敷のマッチメイクを優先するJBCに対し、ジム・新垣とも我慢の限界であり、所属する奈良池田ジムがIBF日本に加盟したため、それにあわせてIBF世界ライトフライ級王座決定戦に出場。ドディ・ボーイ・ペニャロサと王座を争った結果、減量の影響もあり、病院送りにされる程の敗北を喫した。その後一気に3階級上げ、1984年4月15日に再び世界王座に挑戦。IBF世界バンタム級王座決定戦でエルマー・マガラーノを8RTKOで下し、IBF世界バンタム級王座を獲得。

### 王座陥落、怪我そして引退へ
同年8月4日にはホーベス・デラブースを15R判定で下し、同王座の初防衛に成功する。しかし、翌年の1985年4月26日、ジェフ・フェネックに9RKOで敗れ同王座から陥落した。同年10月27日にIBF日本の認定するスーパーフライ級王座の決定戦に出場。川島志伸を5RKOで下し日本王者になる（川島志伸は元WBC世界スーパーフライ級王者である川島郭志の兄）。
しかし1986年、大腿骨が壊死する難病を発症し、当該部分の切除をする手術を受ける。1989年にプロボクシング界に復帰。1990年1月30日、IBFインターコンチネンタル スーパーフライ級王座決定戦に出場。ロメオ・オプリサナに12R判定勝ちして地域王者になったが、同年引退した。
引退後は、沖縄テレビプロボクシング解説者を務めたこともあった。
2013年4月1日にJBCがIBFに加盟を果たしたのに伴い、JBCは新垣側からの要請があれば、資格審査委員会で協議した上で、世界王者として認める方向であると表明した。
2025年5月19日、世界チャンピオン会主催の「懇親の夕べ」に参加。現在もJBCから公認はされていないが、高校の先輩でもある浜田剛史会長から要請を受けて参加に至ったものである。

## 戦績
- アマチュアボクシング: 28戦 25勝 17KO 3敗
- プロボクシング: 16戦 12勝 9KO 3敗 1分（世界戦績: 2勝1KO3敗）

| 戦           | 日付           | 勝敗 | 時間 | 内容 | 対戦相手                   | 国籍           | 備考                                                    |
| ------------ | -------------- | ---- | ---- | ---- | -------------------------- | -------------- | ------------------------------------------------------- |
| 1            | 1982年10月4日  | 勝利 | 2R   | KO   | 相方浩之                   | 日本           | プロデビュー戦                                          |
| 2            | 1983年1月12日  | 勝利 | 6R   | 判定 | 島田淳示                   | 日本           | -                                                       |
| 3            | 1983年3月9日   | 勝利 | 3R   | KO   | リト・エスティマダ         | フィリピン     | -                                                       |
| 4            | 1983年4月18日  | 勝利 | 4R   | TKO  | オスカー・ゴンザレス       | フィリピン     | -                                                       |
| 5            | 1983年5月25日  | 引分 | 10R  | 判定 | 金龍鉉                     | 韓国           | -                                                       |
| 6            | 1983年12月10日 | 敗北 | 12R  | TKO  | ドディ・ボーイ・ペニャロサ | フィリピン     | IBF世界ライトフライ級王座決定戦 （敗退）                |
| 7            | 1983年2月21日  | 勝利 | 3R   | TKO  | ロリー・ナバロ             | フィリピン     | -                                                       |
| 8            | 1984年4月15日  | 勝利 | 8R   | TKO  | エルマー・マガラーノ       | フィリピン     | IBF世界バンタム級王座決定戦・獲得                       |
| 9            | 1984年6月20日  | 勝利 | 7R   | KO   | フェル・アポート           | フィリピン     | -                                                       |
| 10           | 1984年8月4日   | 勝利 | 15R  | 判定 | ホーベス・デラブース       | フィリピン     | IBF世界バンタム級・防衛1                                |
| 11           | 1984年9月4日   | 勝利 | 11R  | KO   | フラッシュ・エマニエル     | フィリピン     | -                                                       |
| 12           | 1985年4月26日  | 敗北 | 9R   | KO   | ジェフ・フェネック         | オーストラリア | IBF防衛失敗・陥落                                       |
| 13           | 1985年8月23日  | 敗北 | 3R   | TKO  | ジェフ・フェネック         | オーストラリア | IBF世界バンタム級タイトルマッチ（敗退）                 |
| 14           | 1985年10月27日 | 勝利 | 5R   | KO   | 川島志伸                   | 日本           | 日本IBFスーパーフライ級王座決定戦・獲得                 |
| 15           | 1989年7月10日  | 勝利 | 2R   | KO   | ダニエル・キリアン         | フィリピン     | -                                                       |
| 16           | 1990年1月30日  | 勝利 | 12R  | 判定 | ロメオ・オプリサナ         | フィリピン     | IBFインターナショナル・スーパーフライ級王座決定戦・獲得 |
| テンプレート |                |      |      |      |                            |                |                                                         |

## 獲得タイトル
- アマチュアボクシング
  - 第5回インターハイボクシング競技ライトフライ級優勝（1981年）
- プロボクシング
  - 初代IBF日本スーパーフライ級王座（0度防衛）
  - 初代IBFインターコンチネンタルスーパーフライ級王座（0度防衛）
  - 初代IBF世界バンタム級王座（1度防衛）